# Flügger farver
Flügger group A/S, grundlagt i 1948, er en dansk virksomhed, som fremstiller og sælger maling, malerværktøj, tapet og træbeskyttelse.
I 1890 blev en filial af J. D. Flügger, Hamburg, Tyskland, oprettet i København.
Efter anden verdenskrig beslaglagde den danske stat al tysk ejendom i Danmark. Dette gjaldt også J. D. Flüggers filial, der blev købt af danske interesser ved et kommisariatsalg i 1948.
Indtil 1975 havde Flügger farver kun leveret maling til professionelle malere, men nu fik private også muligheden for at købe Flügger produkter.
Der findes ca. 165 Flügger farver butikker i Danmark. Sammenlagt med butikkerne og forhandlerne i Sverige, Norge, Polen, Island og Kina er der cirka 530 Flügger farver butikker på verdensplan.
I 2025 kom det frem, at Flügger og to af firmaets topchefer, bl.a. direktør Sune Schnack, er under efterforskning hos National enhed for Særlig Kriminalitet (NSK). Efterforskningen omhandler en mulig overtrædelse af internationale sanktioner, idet Flüggers produkter angiveligt er blevet solgt i Rusland. I den forbindelse har politiet ransaget Flüggers hovedsæde og Sune Schnacks bopæl. Efterfølgende er både Flügger og Sune Schnack blevet sigtet af politiet.